# شاطئ الرملة البيضاء

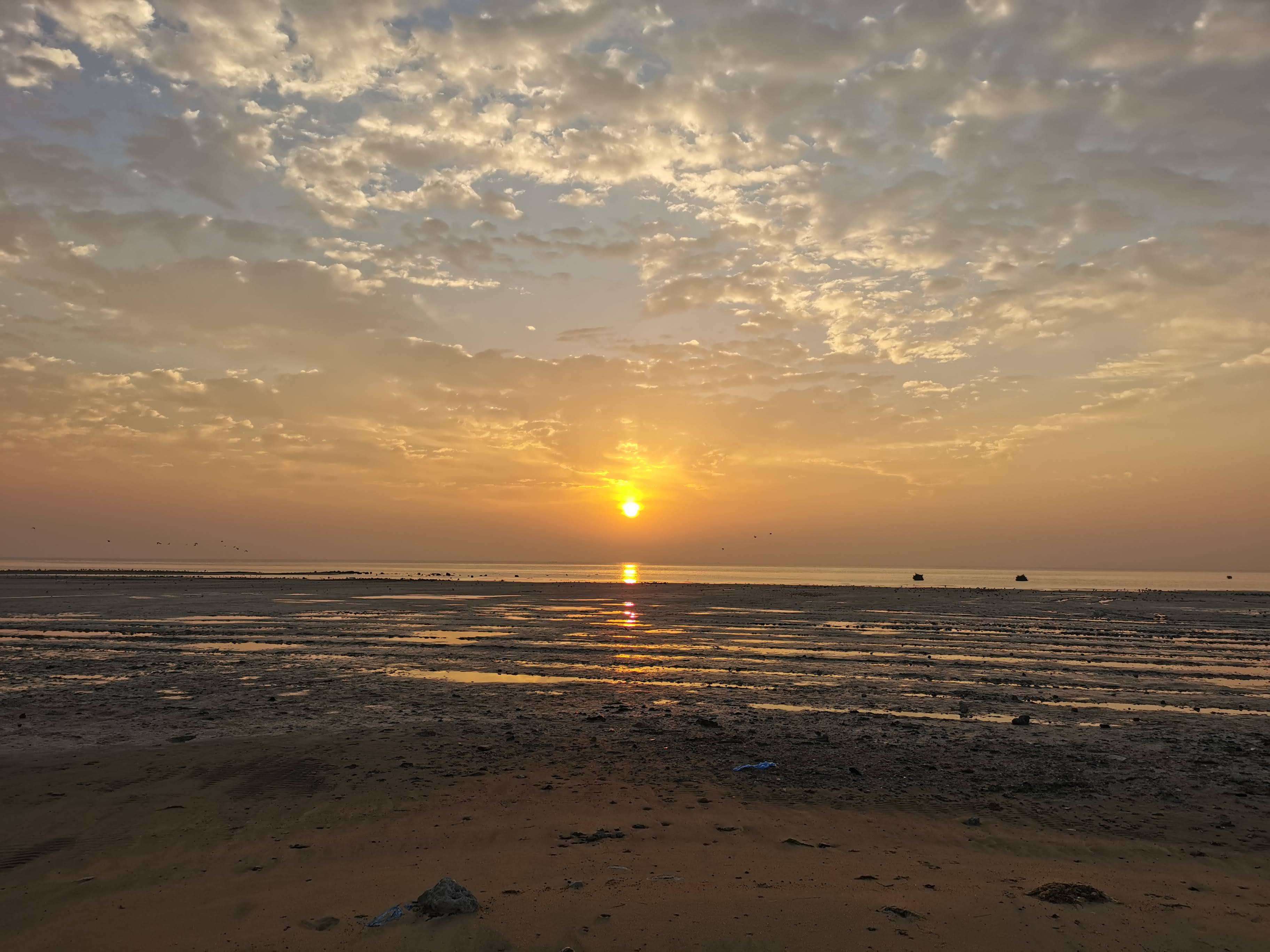
واجهة الشاطئ كما تبدو خلال الشروق، 4 يناير 2021م

شاطئ الرملة البيضاء أو شاطئ الرفيعة هو ساحل بحري يطل على خليج تاروت، غرب الخليج العربي. يمتد الشاطئ من نهاية جزيرة دارين ونهاية شارع الرياض إلى بداية بحر سنابس. يصل طول الشاطئ إلى كيلومتر واحد.

## البيئة
يَنبُت على الجزء الغربي للشاطئ شريط أشجار المانجروف البحري (الاسم العلمي: Avicennia marina) بطول 800 متر وعرض 170 متر تقريباً، يمتد حتى بداية بحر سنابس، وشريط آخر من الجهة الشرقية بطول 350 متر وعرض 30 متر تقريباً ولهذه المناطق الحيوية أهمية بالغة إذ أنها تنقي الملوثات وتوفر مأوى وغذاء لعدة مخلوقات بحرية منها السرطان الأزرق السابح (الاسم العلمي: Portunus armatus) وصغار الأسماك والروبيان المُخَدد (الاسم العلمي: Penaeus semisulcatus) وعدة أنواع من طيور الخرشنة.

## الجغرافيا

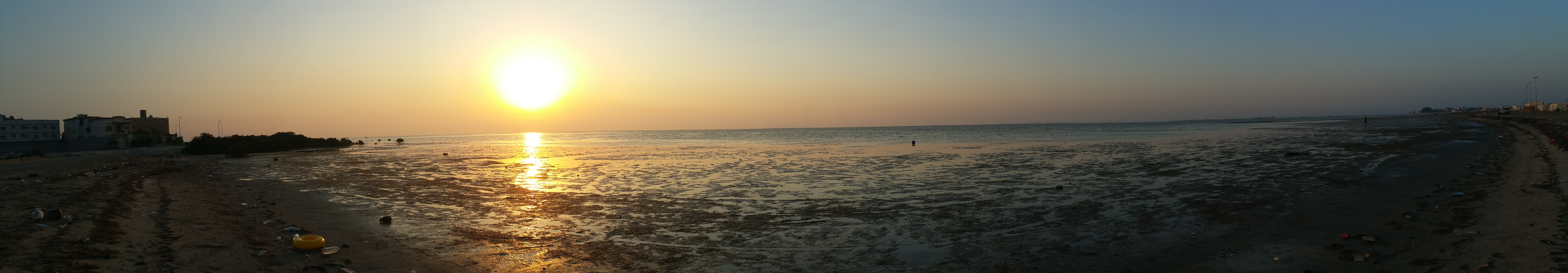
صورة بانورامية لشاطئ الرملة البيضاء في الشروق.

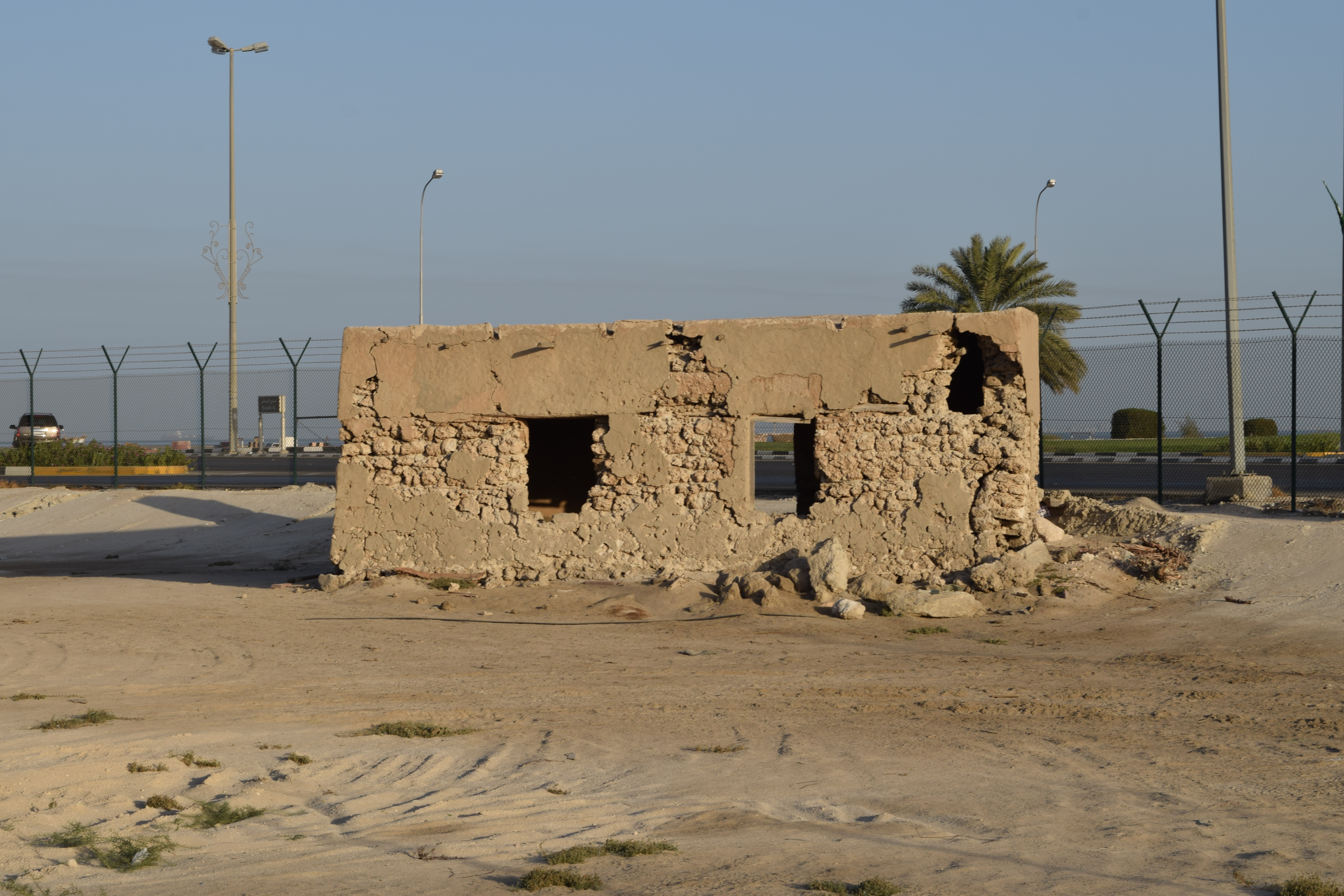
بقايا غرفة الحراسة بمطار دارين، ويظهر خلف الغرفة امتداد شاطئ الرملة البيضاء.

تمتاز أرض الشاطئ بالصلابة والشدة والانبساط نتيجة تشبع تربتها الرملية بالماء، وهي تتصف بخلوها من الصخور والموانع الطبيعية ما جعلها سابقاً مهبطاً للطائرات والمروحيات القادمة إلى مطار دارين الذي يبعد عن الشاطئ حوالي 600 متراً.

## الموقع
يقع شاطئ الرملة البيضاء شرق بلدة الربيعية مقابل بلدية جزيرة تاروت بمحافظة القطيف. يحدّه من الغرب حي الأندلس، ومن الجنوب جزيرة دارين، وشمالاً الربيعية وسنابس.

## حملات التنظيف والتحسين
- أكتوبر 2020م: بدأت بلدية محافظة القطيف بتهيئة الشاطئ وتشجيره وإنارته لفتحه للعامة رسميًا.[6]
- 2 مايو، 2019م: شارك 250 متطوعاً في تنظيف وإزالة المخلفات من شاطئ الرملة البيضاء. جاء ذلك في مبادرة “سفير النظافة” التي نظمتها بلدية محافظة القطيف ممثلة في بلدية تاروت، بمشاركة فريق “صديق البيئة”، وبالتعاون مع حرس الحدود وجمعية تاروت الخيرية. تم استخراج 380 كيلوجرامًا من النفايات من داخل البحر، و6 أرطال من الأنقاض.[7][8]
- 30 يناير، 2019م: أطلقت كشافة رسل السلام التابعة لنادي النور بالتعاون مع تاروت حملة تنظيف شاطئ الرملة البيضاء تحت شعار (نظافة بيئتي.. عنوان حضارتي). أقيمت الحملة بالتعاون مع بلدية تاروت وزوار الشواطئ والواجهات البحرية بمحافظة القطيف.[9]
- 7 أغسطس، 2013م: شارك 60 متطوعاً من جمعية المؤيدين والمتطوعين (سيف) برئاسة د. نجوى بخاري وبالاشتراك مع عدد من اللجان الاجتماعية كأندية التوستماسترز والصيادين من محافظة القطيف في تدشين أول حملة رمضانية لتنظيف شاطئ الرملة البيضاء.[10]
- نوفمبر، 2009م: حملة لتنظيف شاطئ الرملة البيضاء بالتعاون مع منتدى الربيع الرياضي الاجتماعي وبلدية القطيف وبلدية تاروت ومجلس الحي بالربيعية وفريق نزاركوا.

## معرض صور

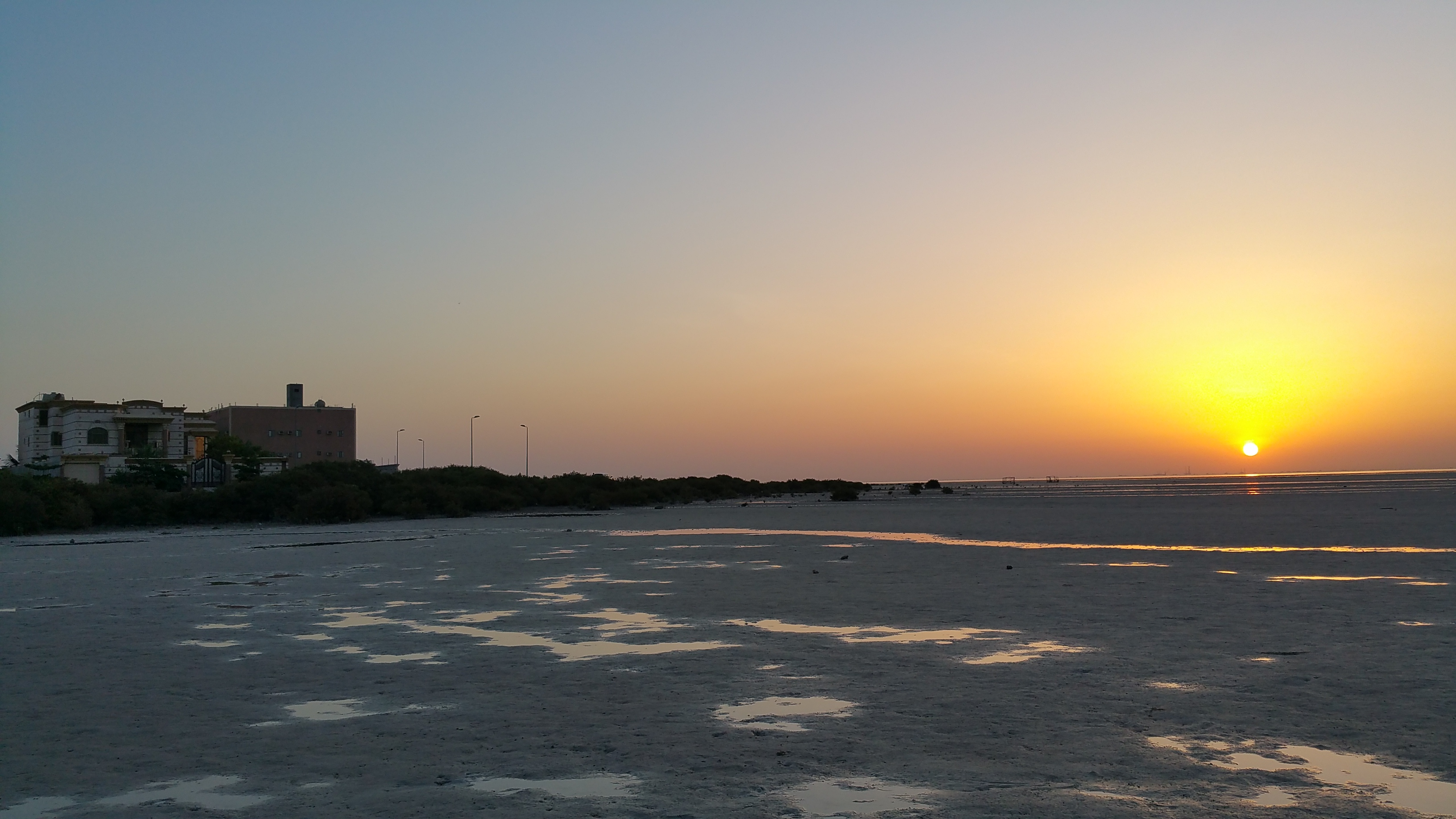
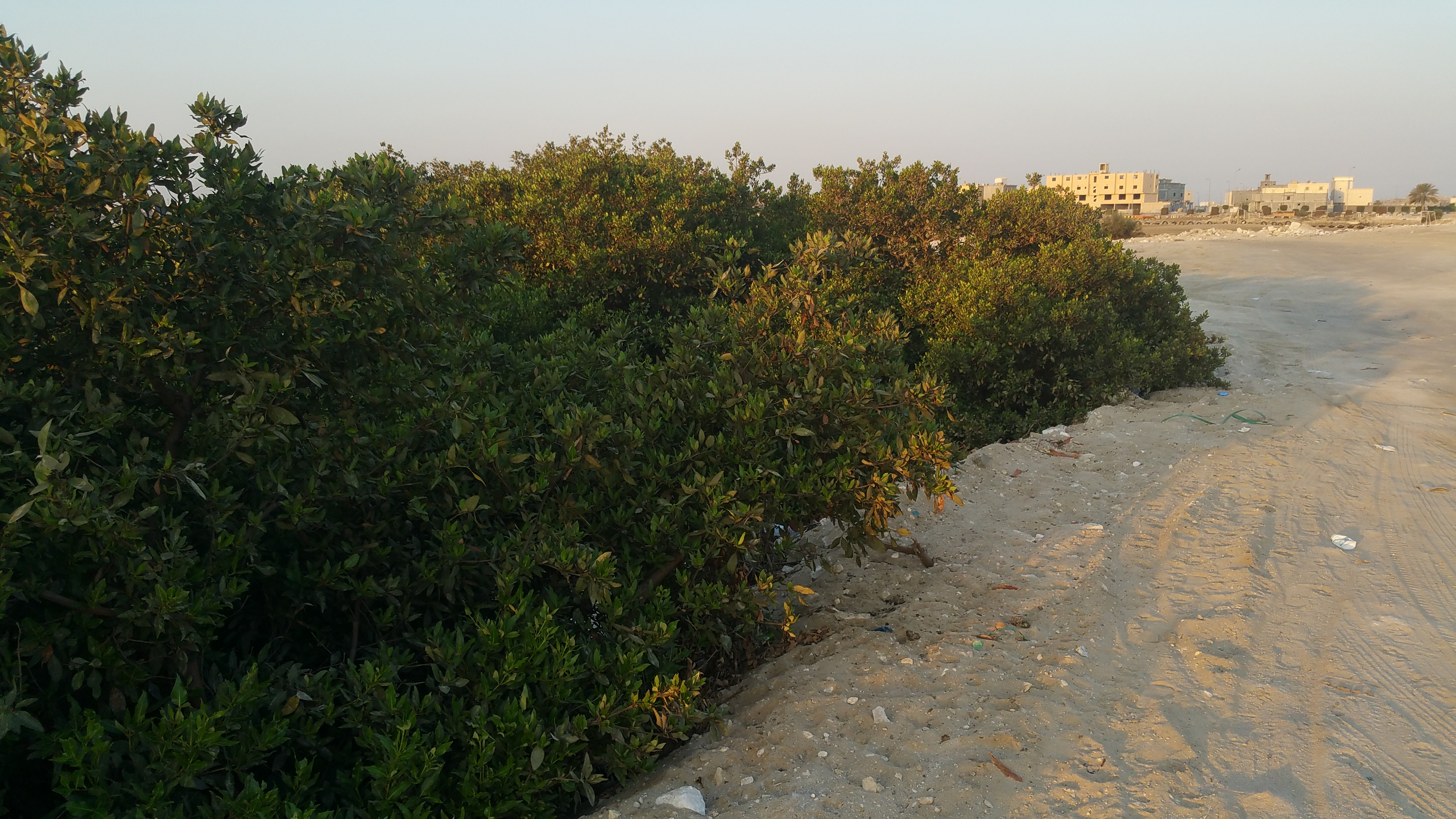
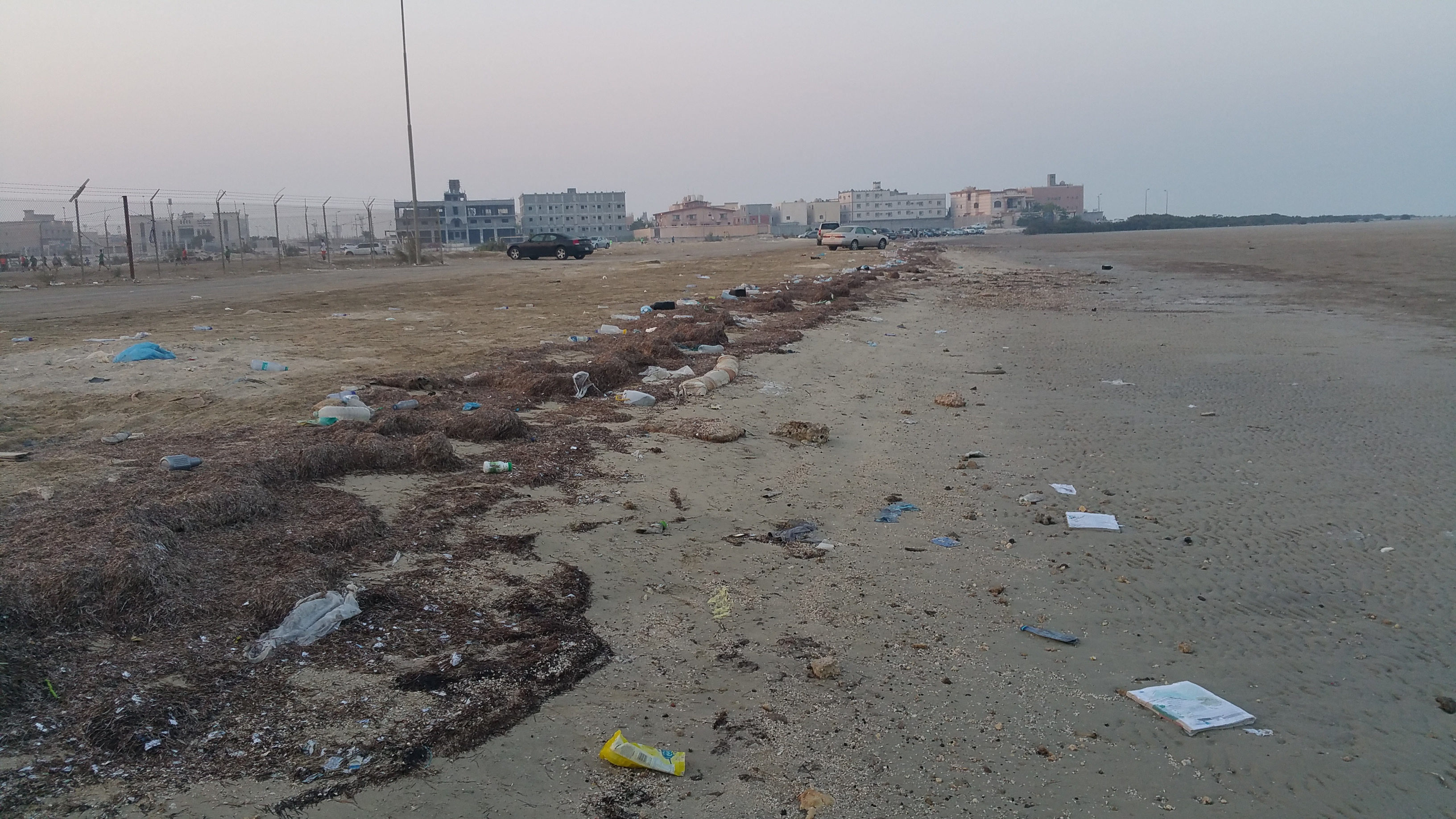
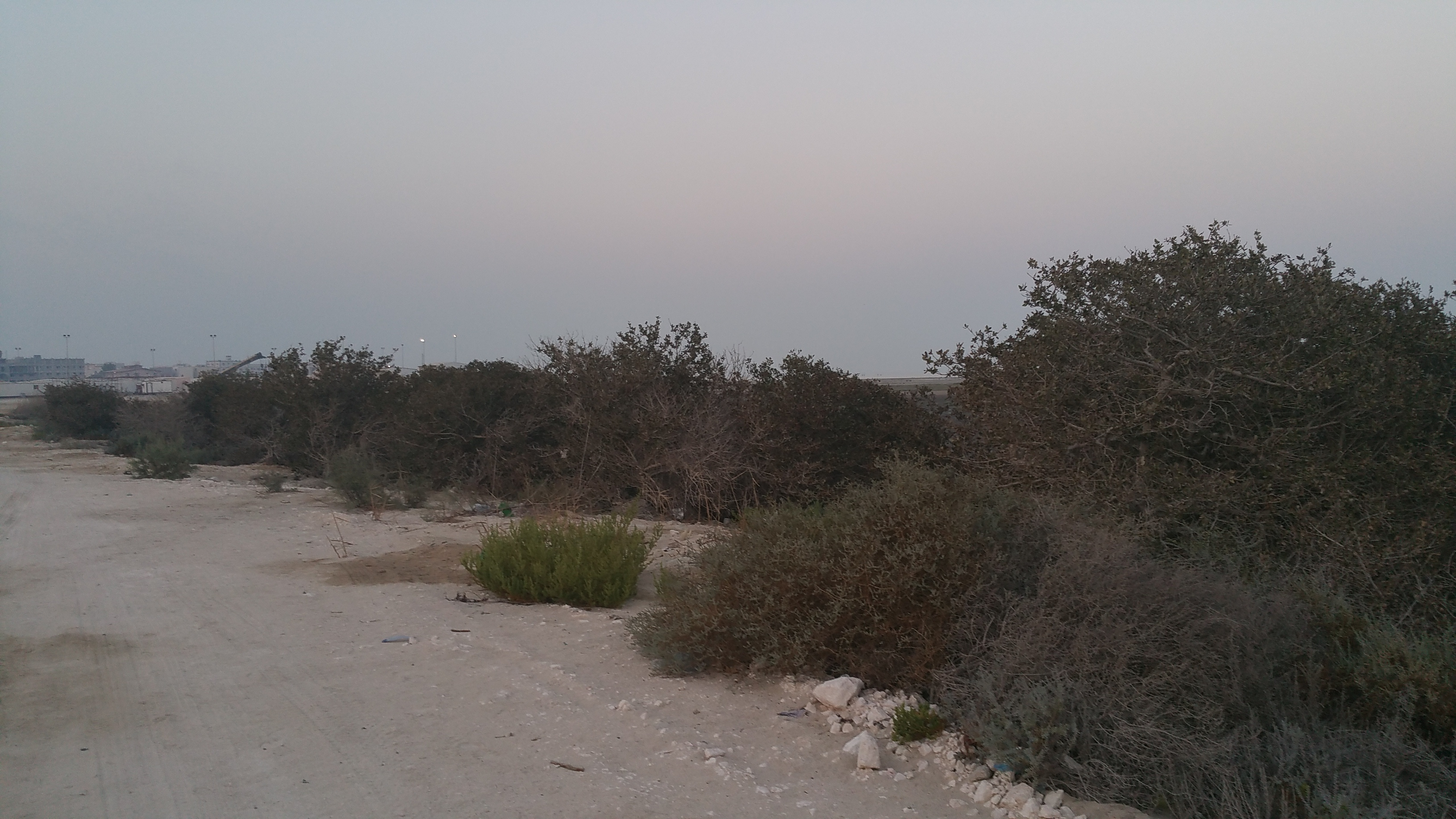
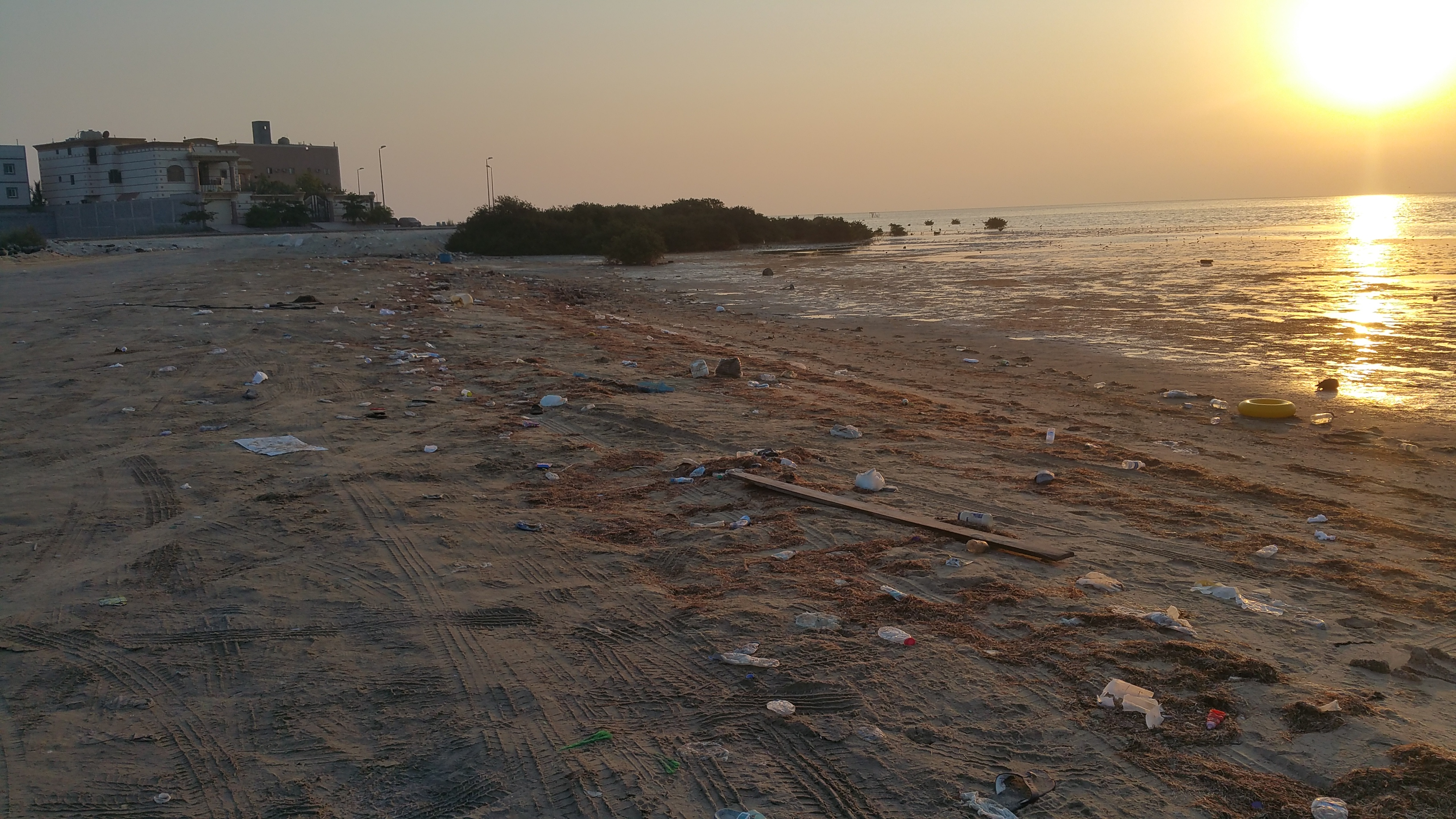
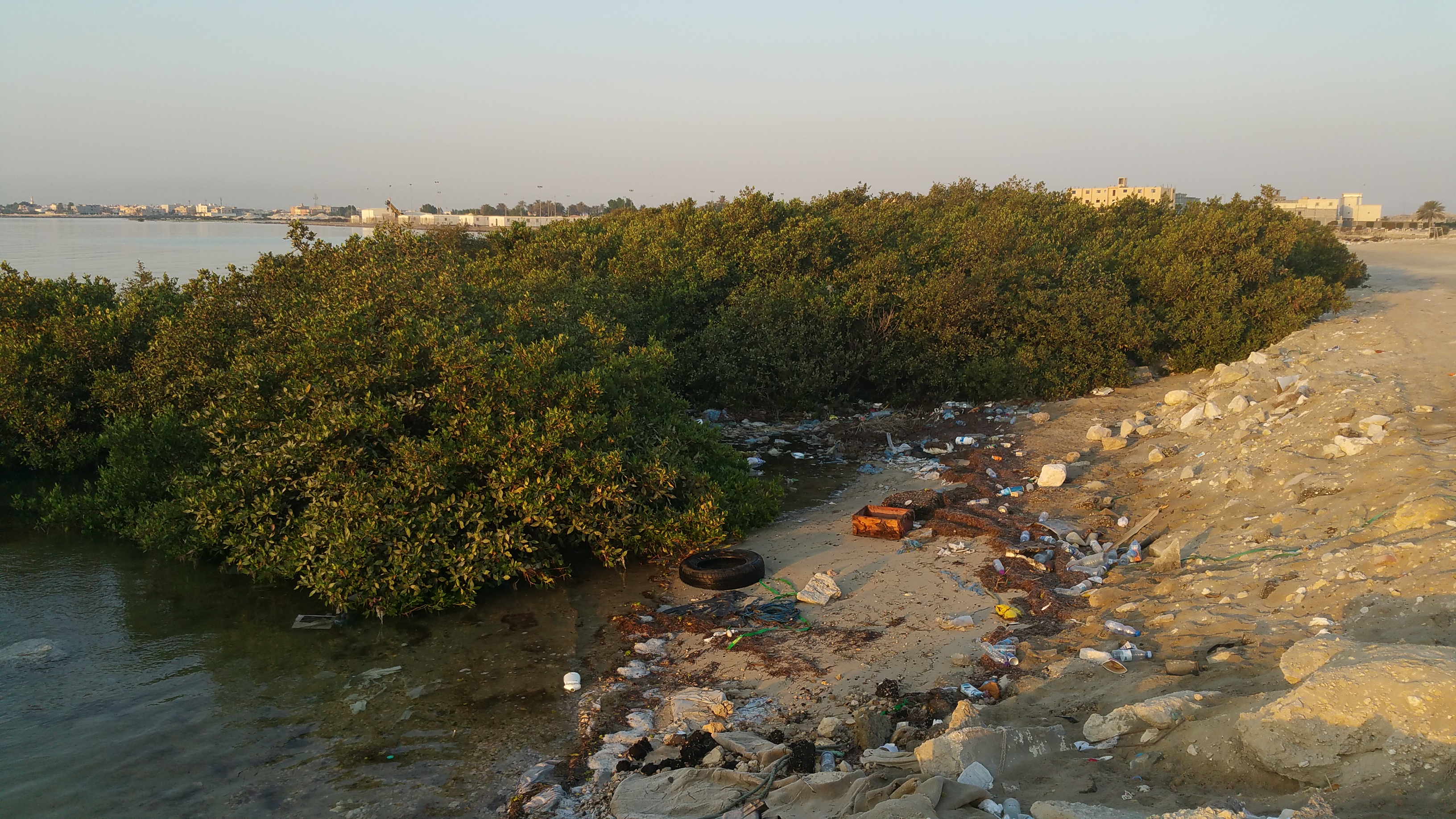
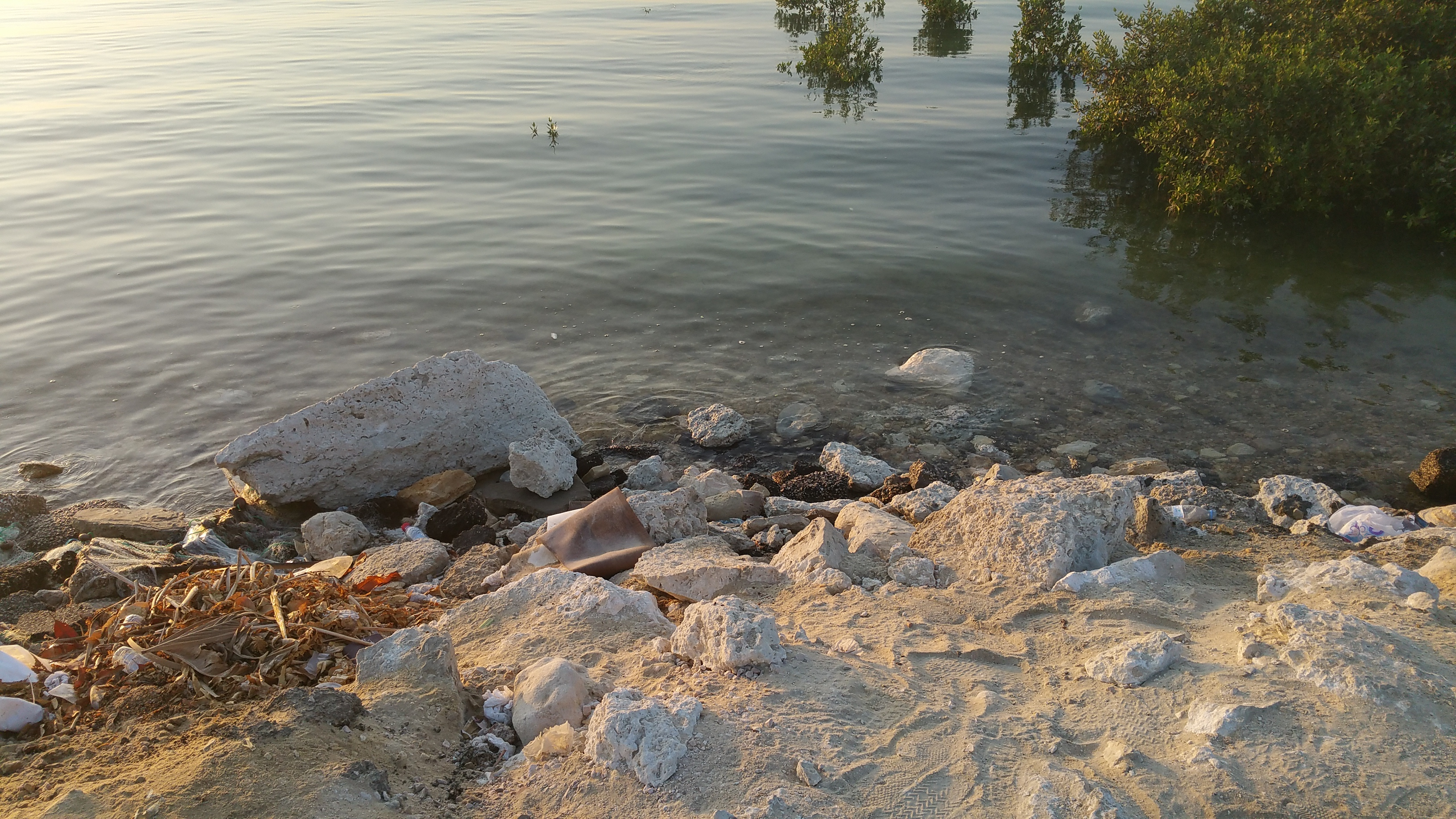
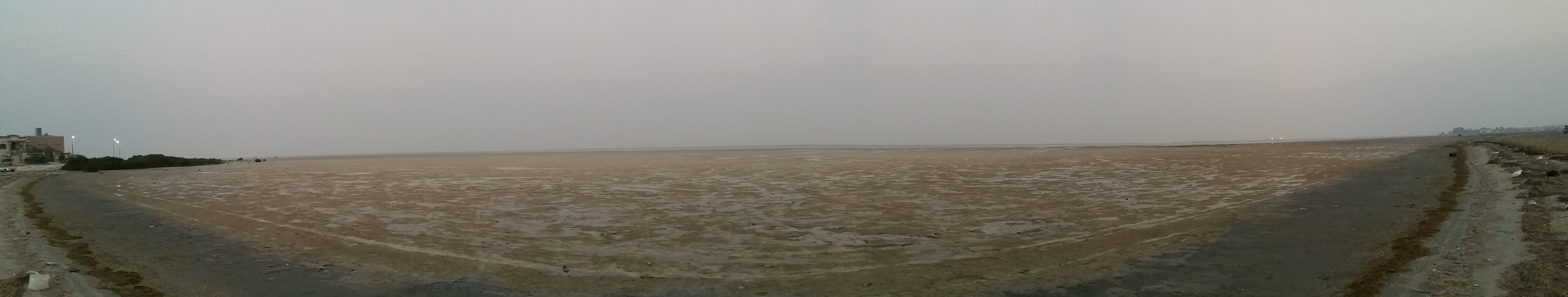
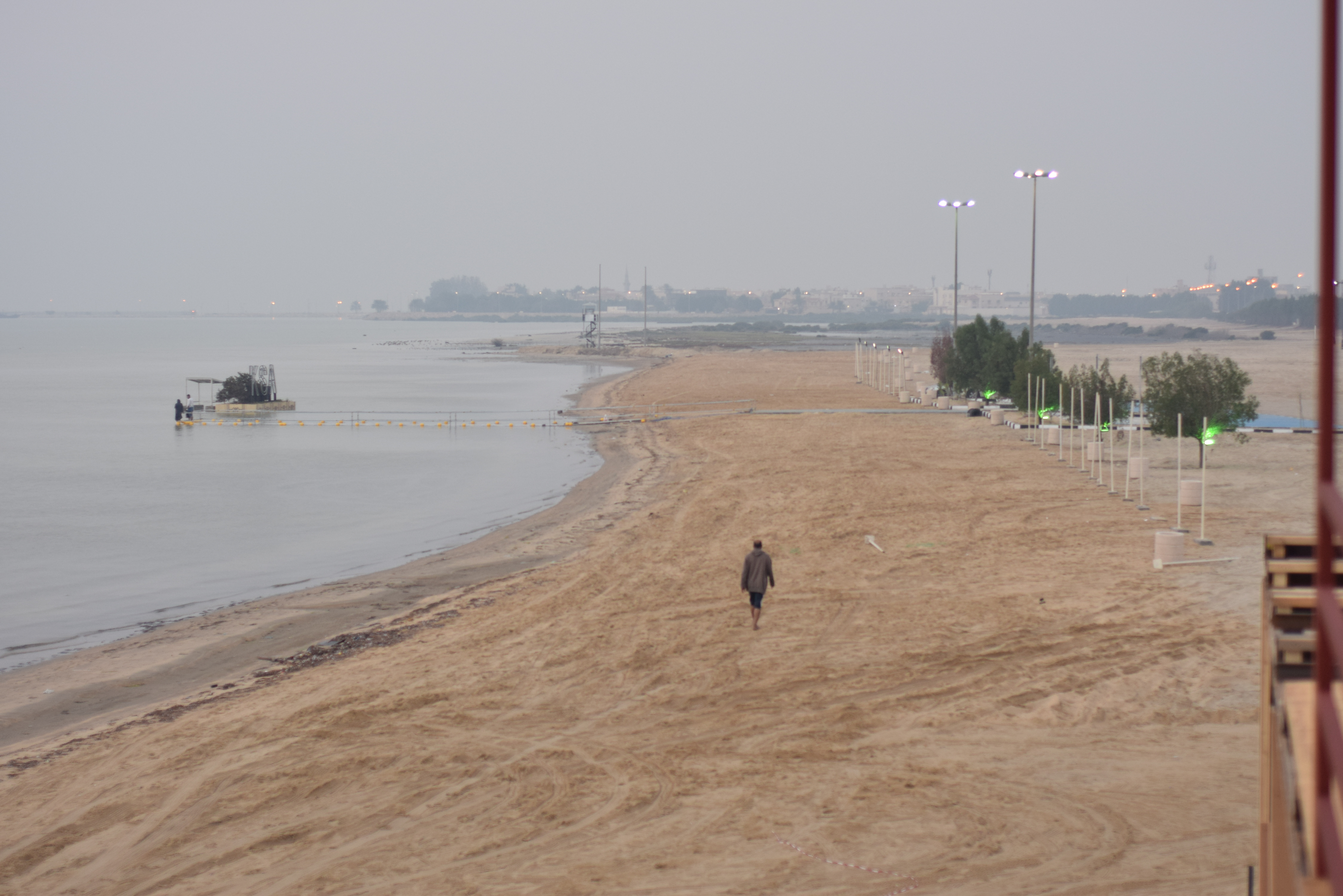
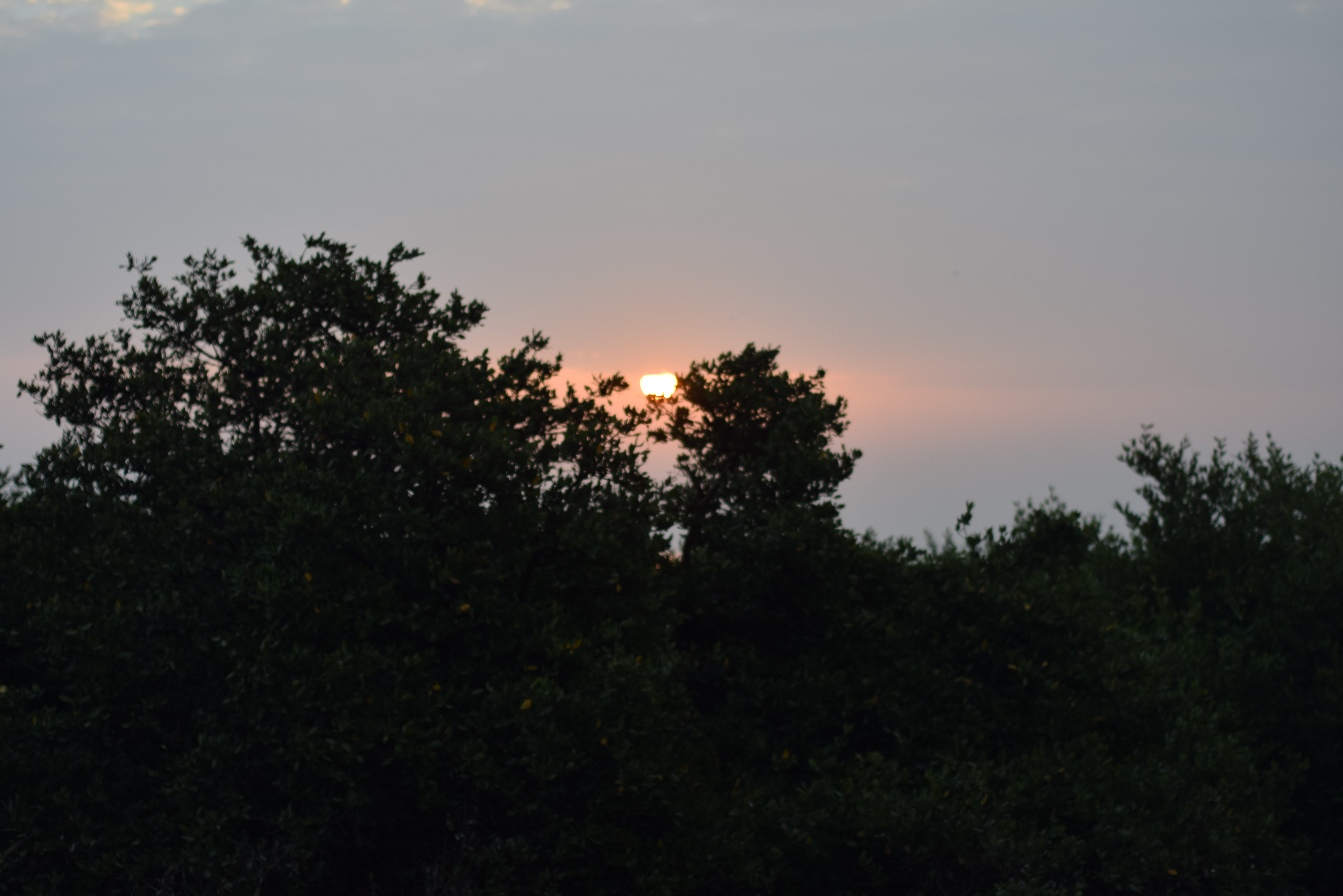
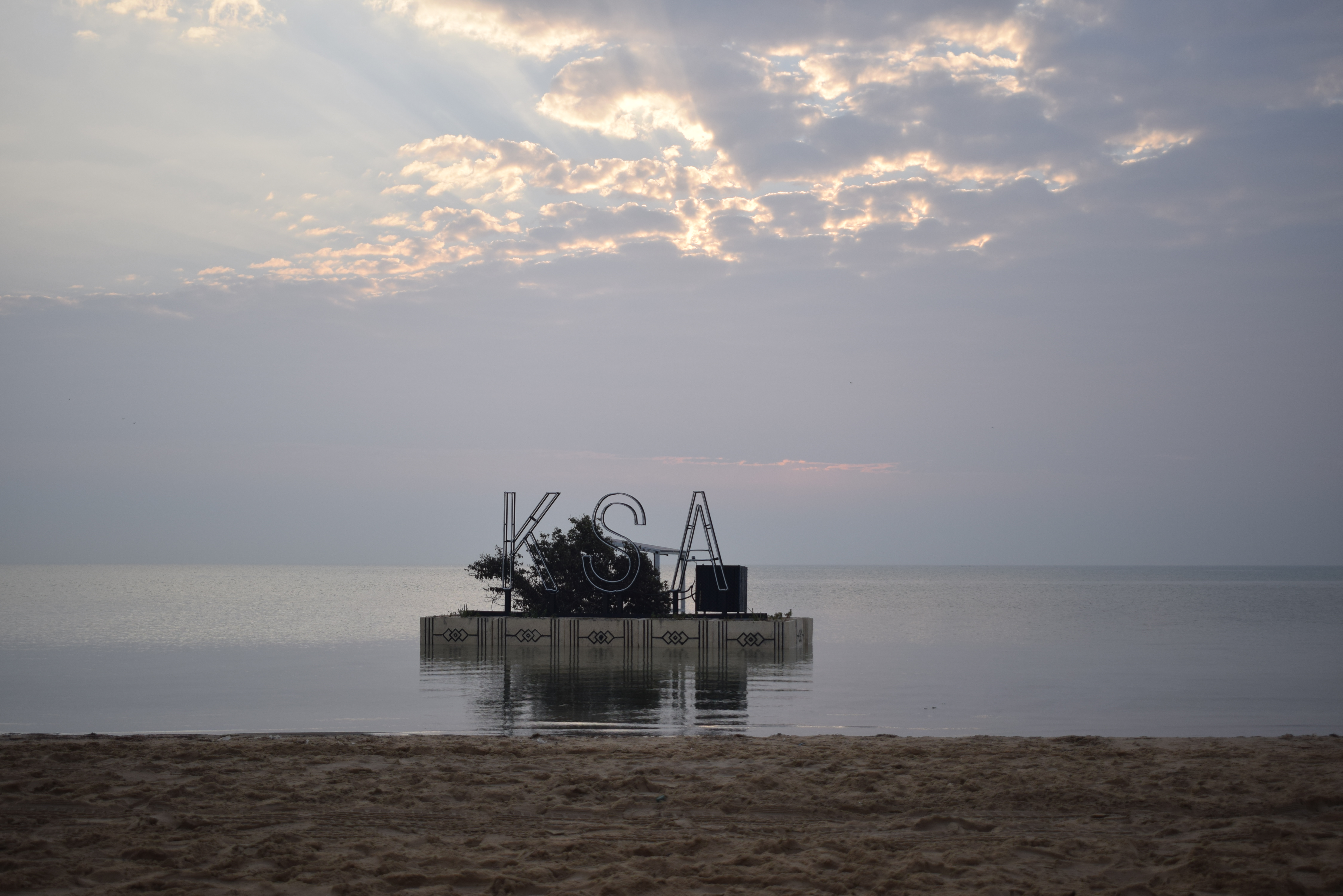
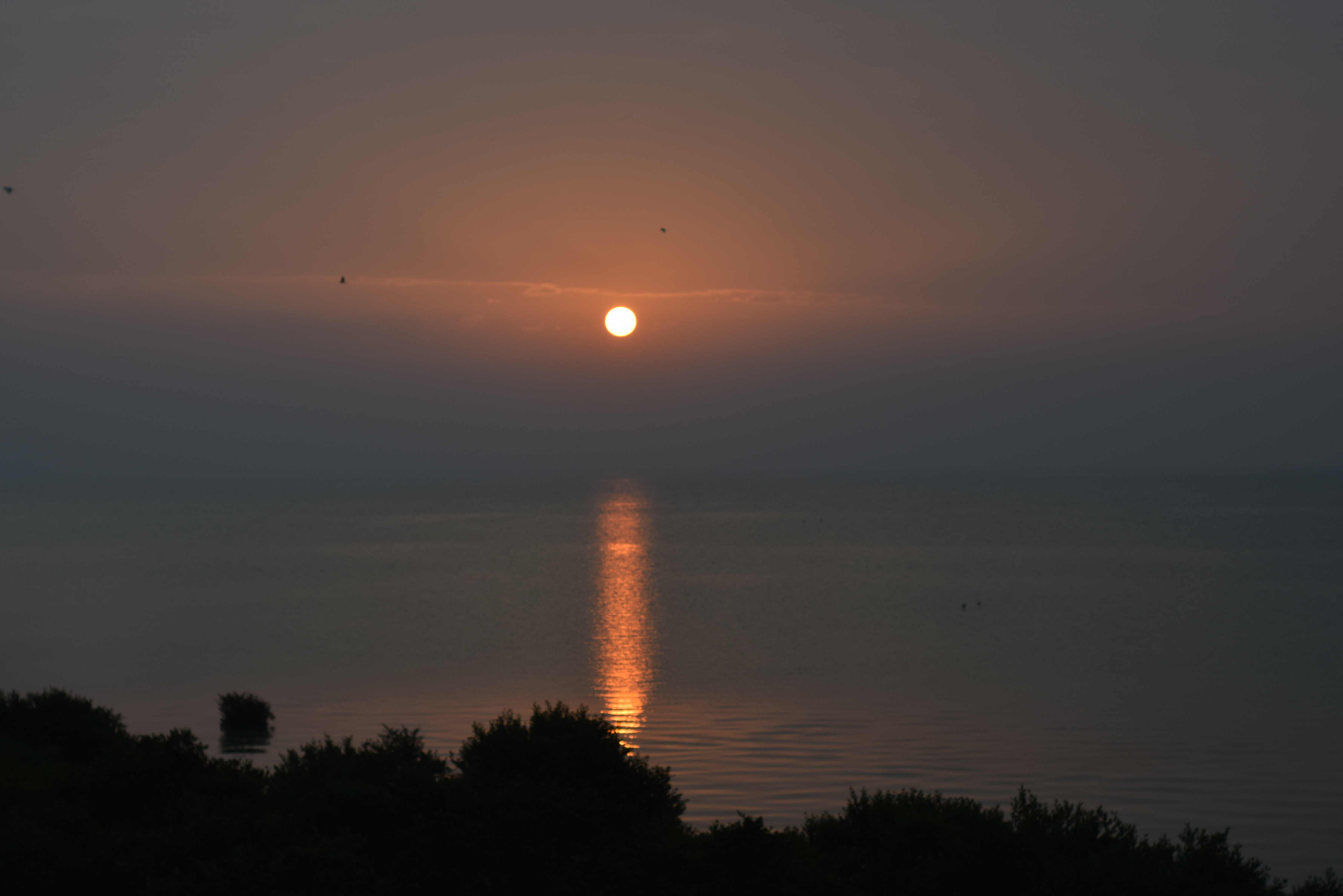

## وصلات خارجية
- شاطئ الرملة البيضاء في رمضان على جهينة الإخبارية.
- حملة تنظيف شاطئ الرملة البيضاء في 2009م.